# نوكليرية
النوكليرية (الاسم العلمي: Nucleariidae) هي فصيلة من الطلائعيات تتبع رتبة النوكليريات من شعيبة العرفيات القرصية      .

## أجناس
- نوكليريا